# L'Appel pour une Trêve Civile

L'Appel pour une Trêve Civile rédigé et lancé par Albert Camus est un discours prononcé le 22 janvier 1956 à Alger. Il s'inscrit dans l'histoire de la guerre d'Algérie en tant que tentative de réconciliation entre les communautés européennes et musulmanes, autour de l'initiative pacifiste des libéraux d'Algérie.

## Contexte historique
À l'automne 1955, une année s'est écoulée depuis l'insurrection du 1er novembre 1954, date de déclenchement du conflit algérien. Les émeutes d'août 1955  viennent d'avoir lieu dans le Constantinois, en particulier à Philippeville (Skikda) où surviennent de terribles massacres de civils de part et d'autre des communautés. S'ensuit une répression aveugle de l'armée française qui donne au conflit une tournure radicale. Le fossé entre européens et musulmans se creuse irrémédiablement. De nombreux historiens estiment que cet épisode marque un point de non-retour dans le conflit.
C'est dans ce climat extrêmement dégradé que le cercle des libéraux algérois met en place l'initiative d'un appel pour la paix en Algérie. À ce moment précis, Camus est perçu parmi les libéraux comme l’homme de la dernière chance, celui qui pourrait encore redresser la situation s'il entrait dans l'arène politique. Sa collaboration au journal L'Express avec ses articles sur la question algérienne et son soutien à la candidature de Pierre Mendès France font entrevoir la possibilité d'un engagement politique.

## Préparatifs de la conférence du 22 janvier 1956
À Alger, durant les derniers mois de l'année 1955, les libéraux proches d'Albert Camus se mobilisent pour faire entendre la voix de l'apaisement. Des réunions ont lieu, les premières parmi les libéraux européens, puis dans une arrière-salle du Café de la Marsa face à l'Amirauté et dans la Casbah, pour convaincre les représentants musulmans, à la demande de Camus, de participer au dialogue.
Le 7 décembre 1955, Camus donne son accord de principe à son ami algérois Charles Poncet, sur une conférence à Alger en janvier 1956. Il lui écrit ces lignes : « Il faut annoncer une manifestation de groupe, où je prendrai la parole en même temps que les représentants des autres tendances et confessions. Je ne suis pas le prophète de ce royaume en ruine. C'est une action collective qui aura du sens et de l'efficacité ».
Le maire d'Alger Jacques Chevallier, sympathisant des libéraux, met à disposition la salle des fêtes de la Mairie d'Alger, puis sous les menaces provenant des « ultras », futurs membres de l'OAS, il retire son offre. Le groupe des libéraux se rabat sur le Cercle du Progrès près de la place du Gouvernement et va devoir se charger de l'organisation de l’évènement, la sécurité des orateurs, le filtrage du public, le service d'ordre, ceci dans une ambiance enfiévrée et délétère.

## Le discours de l'Appel pour une Trêve Civile
Albert Camus arrive à Alger le 18 janvier 1956. En dépit des menaces reçues, il descend à l’hôtel Saint-George où il consacre ses matinées à la rédaction du discours. Pendant les trois jours qui précèdent la conférence, les réunions se succèdent entre les différents interlocuteurs. Il est entouré par les libéraux de la première heure, intellectuels, artistes, hommes d'Église, des personnalités algéroises comme l'écrivain Emmanuel Roblès, l'éditeur Edmond Charlot, son ami de longue date Charles Poncet, les architectes Jean de Maisonseul, Louis Miquel, Roland Simounet, la journaliste aux services de presse américains Évelyne Chauvin, les peintres René Sintès et Louis Bénisti, le docteur Khaldi, l'abbé Tissot, représentant de l’Archevêché d'Alger, envoyé par le Cardinal Duval, le pasteur Capieu, représentant de l’Église protestante, le Père Blanc Cuoq, les avocats Dechézelles et Chentouf, le sociologue Abdelmalek Sayad élève de Pierre Bourdieu, le fonctionnaire Maurice Perrin. Parmi les dirigeants musulmans concertés se trouvent Ferhat Abbas, Mohamed Ledjaoui, Amar Ouzegane, Boualem Moussaoui, Mouloud Amrane. Ceux-ci s'engagent par ailleurs à assurer le service d'ordre de la conférence face aux menaces des insurgés « ultras » contre les membres du comité.
Le 22 janvier 1956, dans une atmosphère au comble de la tension, la mouvance des libéraux revêt sa première forme visible et audible. Camus lance son appel emblématique à la raison et à l'humanisme, avec pour requête primordiale, celle d'épargner la vie des civils dans les affrontements entre les deux camps :
« C'est à ceux qui ne se résignent pas à voir ce grand pays se briser en deux et partir à la dérive que, sans rappeler à nouveau les erreurs du passé, anxieux seulement de l'avenir, nous voudrions dire qu'il est possible, aujourd'hui, sur un point précis, de nous réunir d'abord, de sauver ensuite des vies humaines, et de préparer ainsi un climat plus favorable à une discussion enfin raisonnable. (…) De quoi s'agit-il ? D'obtenir que le mouvement arabe et les autorités françaises, sans avoir à entrer en contact, ni à s'engager à rien d'autre, déclarent, simultanément, que, pendant toute la durée des troubles, la population civile sera, en toute occasion, respectée et protégée. », propose Camus dans son Appel.
Durant le discours devant une salle comble de sympathisants au courant libéral, l'édifice du Cercle du Progrès est la cible d'insultes, cris, jets de pierres et menaces proférées par les « ultras » retenus au dehors par le service d'ordre. Les réactions de haine vont s’enchainer, autant dans la presse locale qu'à travers les violences urbaines, et fermeront définitivement toute possibilité de dialogue. C'est dans ce repli que se cristallise l'opinion de la majeure partie de la population européenne envers les libéraux, qui se verront pris pour cible par les futurs extrémistes de l'O.A.S.

## Parutions
Le texte du discours fut publié en 1958 dans Actuelles III, Chroniques Algériennes 1939-1958 chez Gallimard et en 1967 dans Albert Camus, Essais, Bibliothèque de la Pléiade (p. 989-999). La première page du manuscrit du discours, articles de journaux et laissez-passer du jour de la conférence ont été reproduits en 1982 dans l'Album Camus de la Bibliothèque de la Pléiade. Le discours a été traduit en anglais en 2013 à l’occasion du centenaire de la naissance d'Albert Camus sous le nom de Call for a civilian truce in Algerian Chronicles paru aux éditions Harvard University Press (Belknap Press),,.